# El Grado
El Grado (aragónul El Grau) település Spanyolországban, Huesca tartományban. El Grado Estadilla, Hoz y Costean, Naval, Secastilla, La Puebla de Castro, Olvena és Estada községekkel határos. Lakosainak száma 386 fő (2024).

## Népesség
A település népessége az utóbbi években az alábbiak szerint változott:
| Lakosok száma | 559  | 511  | 497  | 506  | 484  | 435  | 423  | 400  | 393  | 386  |
|               | 2001 | 2004 | 2006 | 2009 | 2011 | 2014 | 2016 | 2019 | 2021 | 2024 |